# Cmentarz – Miejsce Pamięci w Piaśnicy
Cmentarz – Miejsce Pamięci w Piaśnicy – cmentarz i miejsce martyrologii w lasach piaśnickich w pobliżu Wejherowa, w których okupanci niemieccy przeprowadzali w latach 1939–1940 masowe egzekucje ludności cywilnej.
Piaśnica była największym po KL Stutthof miejscem kaźni na Pomorzu w okresie II wojny światowej. Pierwsze upamiętnienie zbrodni nastąpiło w 1955 roku, kiedy to odsłonięty został Pomnik Ofiar Piaśnicy. Masowe groby oznaczono i otoczono opieką, a miejsce pamięci z czasem wzbogacono o kolejne obiekty. Corocznie w Piaśnicy odbywają się uroczystości upamiętniające ofiary zbrodni.
Od 2016 roku cmentarz – miejsce pamięci wraz z kościołem Chrystusa Króla i bł. Alicji Kotowskiej w Wejherowie tworzą Sanktuarium Błogosławionej Alicji Kotowskiej i Towarzyszy.

## Historia

### Egzekucje w lasach piaśnickich
Na zachód od szosy wiodącej z Wejherowa do Pucka i Krokowej rozciąga się zachodnia część Puszczy Darżlubskiej. Od położonych w pobliżu kaszubskich wsi: Wielka Piaśnica i Mała Piaśnica, obszar ten otrzymał nazwę lasów piaśnickich. Jesienią 1939 roku okupanci niemieccy postanowili wykorzystać fragment lasów położony w odległości około 10 kilometrów od Wejherowa jako miejsce masowych egzekucji. Od przełomu października i listopada 1939 roku do wiosny 1940 roku rozstrzeliwano tam przedstawicieli polskiej elity społecznej i politycznej z Pomorza Gdańskiego, pacjentów niemieckich szpitali psychiatrycznych z Pomorza Zachodniego i Meklemburgii, a także przeciwników nazizmu i Polaków zamieszkałych przed wojną w Niemczech, których koleją przywożono z głębi III Rzeszy. Polscy historycy przypuszczają, że z rąk funkcjonariuszy SS oraz członków paramilitarnego Selbstschutzu mogło zginąć w Piaśnicy nawet do 12–14 tys. osób, wśród nich kobiety i dzieci.
W drugiej połowie 1944 roku, w związku ze zbliżaniem się Armii Czerwonej, Niemcy podjęli próbę zatarcia śladów zbrodni. Do realizacji tego zadania wyznaczono grupę 36 więźniów obozu koncentracyjnego Stutthof. Zostali oni sprowadzeni do Piaśnicy pod koniec sierpnia 1944 roku. Członkowie więźniarskiego komanda pod nadzorem esesmanów otwierali masowe groby, wydobywali zwłoki, po czym palili je na leśnych paleniskach. Po niespełna dwóch miesiącach, gdy praca została zakończona, esesmani zamordowali wszystkich więźniów i spalili ich ciała.
W październiku 1946 roku z inicjatywy Polskiego Związku Zachodniego specjalna komisja z udziałem przedstawicieli Okręgowej Komisji Badania Zbrodni Niemieckich w Gdańsku przebadała miejsce zbrodni w lasach piaśnickich. Spośród 35 zbiorowych mogił, o których istnieniu wspominali świadkowie, udało się odnaleźć pozostałości trzydziestu. Dokładnie przebadano 26 grobów. Jedynie w dwóch udało się jednak odnaleźć niespalone zwłoki 305 ofiar. Z pozostałych wydobyto wyłącznie szczątki ludzkie, resztki ubrań oraz różne drobne przedmioty.
W 1962 roku udało się jeszcze odnaleźć w Piaśnicy ślady dwóch palenisk oraz mogiłę więźniów KL Stutthof .

### Upamiętnienie Piaśnicy

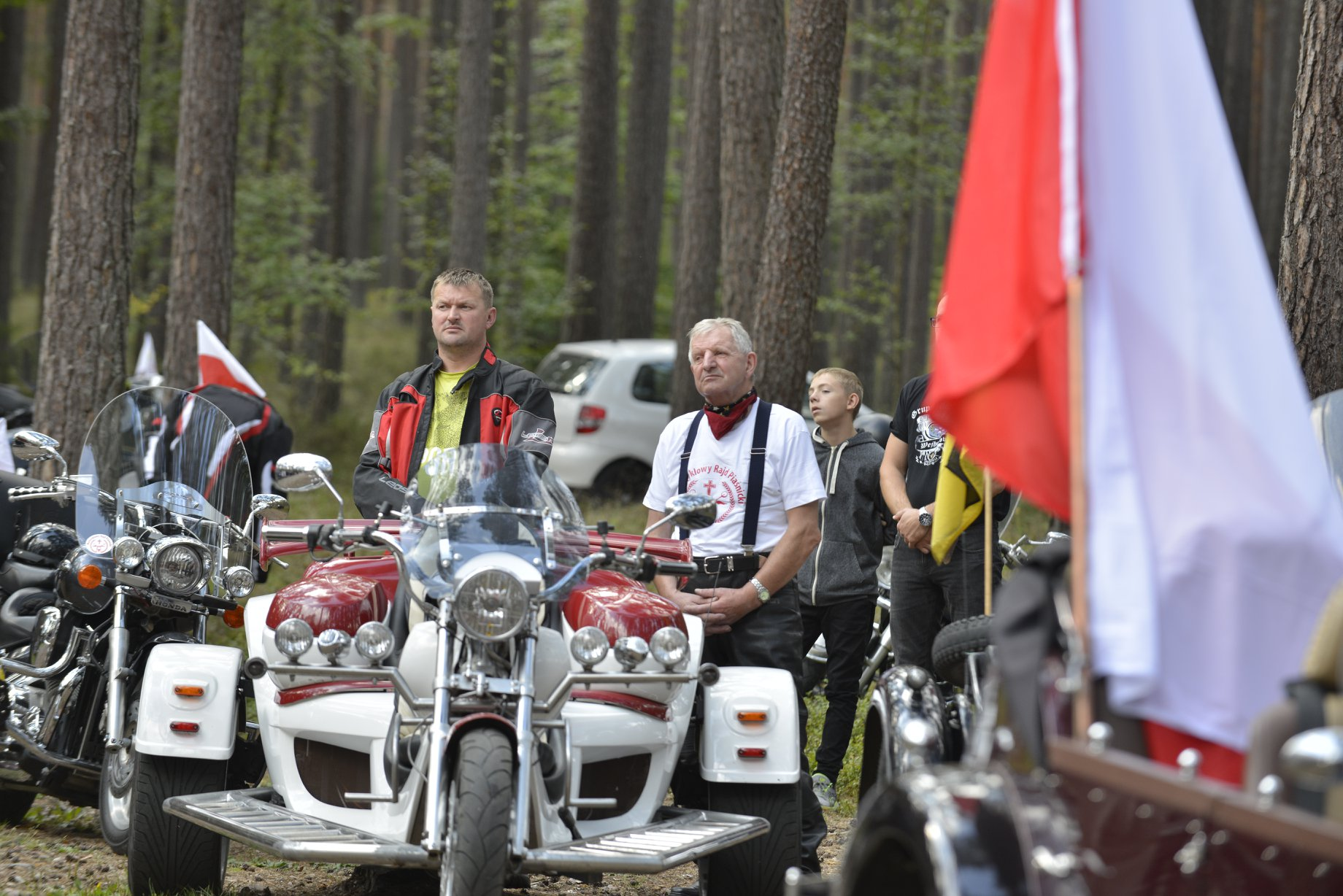
Motocyklowy Rajd Piaśnicki (2018). Nabożeństwo w lasach piaśnickich

4 sierpnia 1945 roku Polski Związek Zachodni i zarząd miejski w Wejherowie zorganizowały pierwszą pielgrzymkę do Piaśnicy. Wzięło w niej udział około 30 tys. osób. Kolejne wielotysięczne manifestacje w lasach piaśnickich odbyły się 22 września 1946 roku. Niespełna rok później, 31 sierpnia 1947 roku, miejsca egzekucji zostały poświęcone, co stało się okazją do kolejnej patriotycznej manifestacji.
W okresie Polski Ludowej prace badawcze oraz starania o upamiętnienie zbrodni napotykały na liczne przeszkody ze strony władz. Wynikało to przede wszystkim z faktu, iż ofiary Piaśnicy (inteligencja, duchowieństwo, pacjenci niemieckich szpitali psychiatrycznych) nie mieściły się w oficjalnym kanonie ówczesnej polityki historycznej, który głosił, iż główny ciężar represji oraz walki z okupantem ponosiły warstwy robotniczo-chłopskie .
We wrześniu 1955 roku w lasach piaśnickich odsłonięto Pomnik Ofiar Piaśnicy. Został wzniesiony z inicjatywy lokalnej społeczności oraz Polskiego Związku Zachodniego. Szczególne zasługi przy budowie pomnika położył Leon Prusiński, wejherowianin, były więzień KL Stutthof. Jednocześnie oznaczono i otoczono opieką masowe mogiły. Na początku lat 90. na terenie nekropolii przeprowadzono prace renowacyjne. Począwszy od lat 80. miejsce pamięci zaczęto także wzbogacać o kolejne obiekty. Między innymi w latach 1992–1993 wzniesiono tam zadaszony ołtarz polowy i pomnik zamordowanych dzieci, a w 1999 roku – niewielkie pomniki poświęcone s. Alicji Kotowskiej i zamordowanym jezuitom z Gdyni. W październiku 2010 roku odsłonięto nową kaplicę–mauzoleum.
Cmentarzem – miejscem pamięci opiekował się początkowo Miejsko-Gminny Obywatelski Komitet Ochrony Pomników Walki i Męczeństwa. Po upadku systemu komunistycznego obowiązek upamiętnienia Piaśnicy i jej ofiar częściowo wzięły na siebie organizacje społeczne: utworzony w 1989 roku Społeczny Komitet Opieki nad Mogiłami Piaśnicy oraz stowarzyszenie „Rodzina Piaśnicka”, które powstało w 1996 roku przy parafii Chrystusa Króla w Wejherowie. W opiekę nad grobami Piaśnicy zaangażowany pozostaje również urząd gminy Wejherowo oraz inne pomorskie instytucje i placówki edukacyjne. Na początku XXI wieku liczba instytucjonalnych opiekunów grobów piaśnickich sięgnęła czterdziestu. Zarządcą terenu, na którym znajduje się nekropolia, jest nadleśnictwo Wejherowo.
Piaśnica stała się symbolem martyrologii mieszkańców Pomorza i Kaszub w czasie II wojny światowej. Jest nazywana „Kaszubską Golgotą” i porównywana do Katynia. Uroczystości upamiętniające ofiary zbrodni odbywają się corocznie: w kwietniu – miesiącu pamięci narodowej, oraz w ostatnią niedzielę października, kiedy to w Piaśnicy odprawiane jest uroczyste nabożeństwo połączone z patriotyczną manifestacją. Obowiązek organizowania październikowych uroczystości spoczywa na parafii Chrystusa Króla w Wejherowie, pod której pieczą sanktuarium piaśnickie znajduje się od 1995 roku.
6 marca 2016 roku na wniosek stowarzyszenia „Rodzina Piaśnicka” abp. Sławoj Leszek Głódź ustanowił Sanktuarium Błogosławionej Alicji Kotowskiej i Towarzyszy. W jego skład wchodzą kościół Chrystusa Króla i bł. Alicji Kotowskiej w Wejherowie oraz cmentarz – miejsce pamięci w Piaśnicy.

## Wygląd miejsca pamięci

### Pomnik Ofiar Piaśnicy

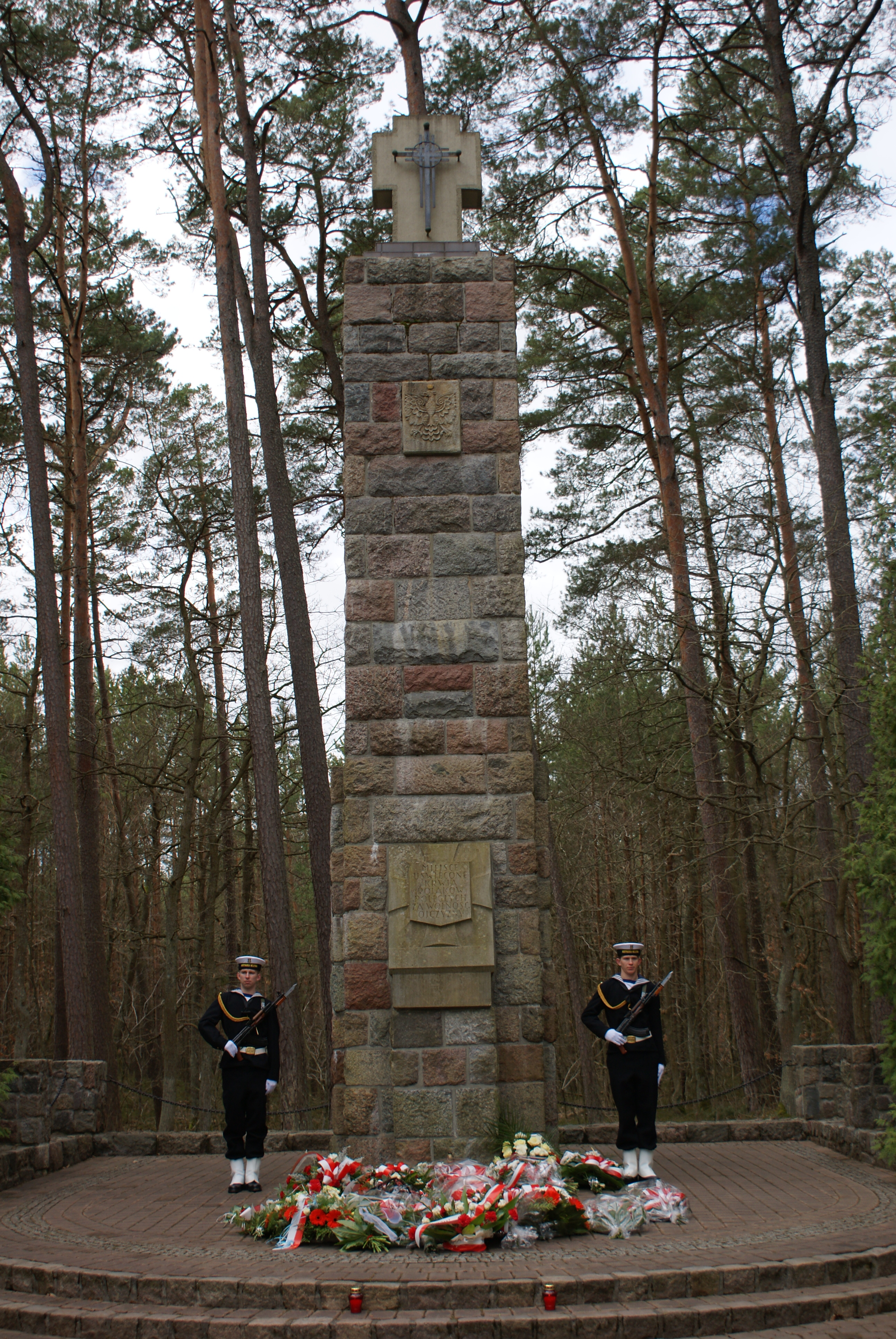
Pomnik Ofiar Piaśnicy (2011)

Pomnik został odsłonięty we wrześniu 1955 roku. Zaprojektował go Aleksander Wiecki. Jest usytuowany przy drodze wojewódzkiej nr 218, po jej zachodniej stronie.
Pomnik ma kształt obelisku zwieńczonego krzyżem. Na jego frontowej ścianie znajduje się tablica z godłem Polski oraz tablica wedle standardowego wzoru Karola Tchorka, na której widnieje napis:

Miejsce uświęcone krwią Polaków poległych za wolność Ojczyzny

W niszy w tylnej ścianie pomnika wmurowano trzy urny, zawierające ziemię zebraną w Stutthof, na Westerplatte oraz z jednego z palenisk w Piaśnicy. Po 1989 roku umieszczono tam dodatkowo urny z ziemią zebraną w Dachau i Katyniu. W 1994 roku urny zostały skradzione przez nieznanych sprawców.
Nieopodal pomnika znajdują się tablice, które informują o historii tego miejsca oraz wskazują lokalizację masowych mogił i pozostałych obiektów wchodzących w skład nekropolii.
Pod pomnikiem odbywają się uroczystości ku czci ofiar Piaśnicy.

### Mogiły i inne ślady ludobójstwa

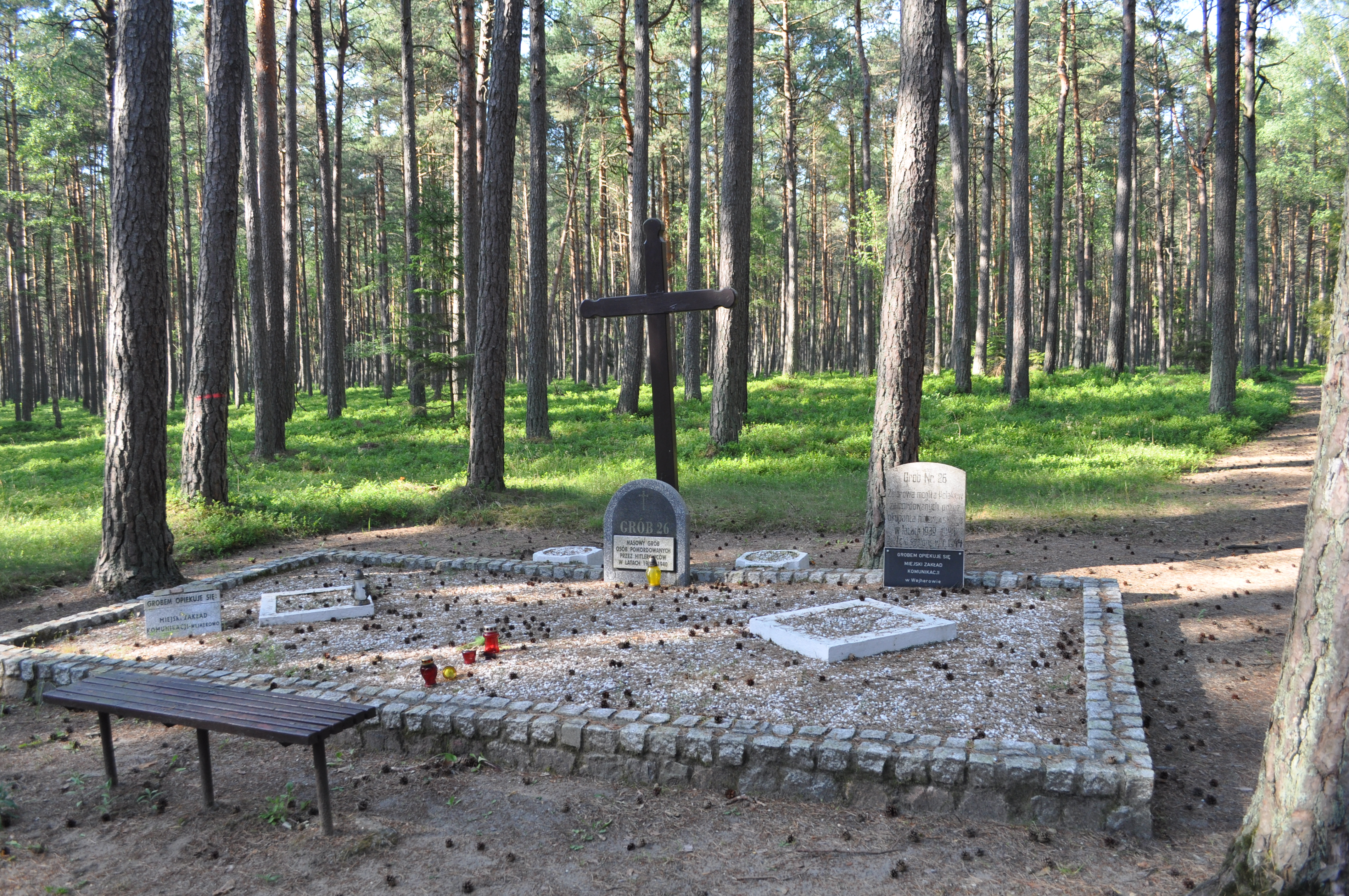
Grób nr 26

Na terenie cmentarza – miejsca pamięci znajduje się 26 masowych grobów, które w październiku 1946 roku zostały odnalezione i ekshumowane przez specjalną komisję śledczą. Są one zlokalizowane w trzech większych grupach, a także pojedynczo. Mają rozmiary od 5,4 do 12,8 metra długości, od 2,6 do 5 metrów szerokości i od 2,5 do 3,9 metra głębokości.
Mogiły są obmurowane i ponumerowane. Przy każdej znajduje się krzyż oraz kamienna tablica z wyrytymi informacjami o ofiarach, spaleniu zwłok w 1944 roku i opiekunie danej mogiły.
Groby nr 1 i 2 są jedynymi, w których spoczywają szczątki ofiar zbrodni piaśnickiej. Z pozostałych Niemcy wydobyli bowiem ciała, które następnie spalili na leśnych paleniskach.
Grób nr 3 jest symboliczną mogiłą duchownych katolickich, których zamordowano w Piaśnicy. Znajdują się na nim krzyże oraz marmurowe tablice z wyrytymi nazwiskami rozstrzelanych księży i zakonników.
Grób nr 7 jest symboliczną mogiłą s. Alicji Kotowskiej – przełożonej Zgromadzenia Sióstr Zmartwychwstanek w Wejherowie, dyrektorki tamtejszego gimnazjum i liceum żeńskiego, od 1999 roku błogosławionej Kościoła katolickiego. Jej zwłok nigdy nie odnaleziono, lecz grób nr 7 jest uznawany za jej symboliczną mogiłę ze względu na fakt, że w czasie powojennej ekshumacji wydobyto zeń różaniec podobny do tych, które nosiły przy pasku siostry zmartwychwstanki. W 1999 roku w pobliżu grobu stanęła rzeźba dłuta Andrzeja Arendta, przedstawiająca klęczącą zakonnicę. W 2013 roku nad mogiłą zainstalowano rząd krzyży z wkomponowaną figurą Matki Boskiej Swarzewskiej i płaskorzeźbą z wizerunkami archaniołów Gabriela i Michała. Rzeźbę zakonnicy wzbogacono natomiast o tablicę z wyrytymi słowami s. Alicji Kotowskiej.

Czy to nie wszystko jedno, gdzie ciało będzie leżało? Chciałabym nawet, żeby nikt o mnie nie wiedział. Przecież chodzi o to, żeby móc połączyć się z Bogiem, a to jest wszędzie możliwe i we wszystkich okolicznościach. W Nim żyć, zatopić się, jak kropla wody w oceanie Jego miłosierdzia – to wielkie moje pragnienie.

Nad grobem nr 17 stoi pietà dłuta Tomasza Sobisza.
Na terenie cmentarza – miejsca pamięci znajduje się grób nadleśniczego Romana Kuniewskiego, straconego w Piaśnicy podczas wielkiej egzekucji zakładników w dniu 11 listopada 1939 roku. Jest to jedyna indywidualna mogiła w obrębie upamiętnienia.
Upamiętnione zostały ponadto dwa miejsca, w których latem 1944 roku palono zwłoki ofiar, oraz prowizoryczna leśna kwatera („legowisko”), w której przebywali więźniowie KL Stutthof zmuszeni do pracy przy zacieraniu śladów zbrodni.

### Kaplica–mauzoleum

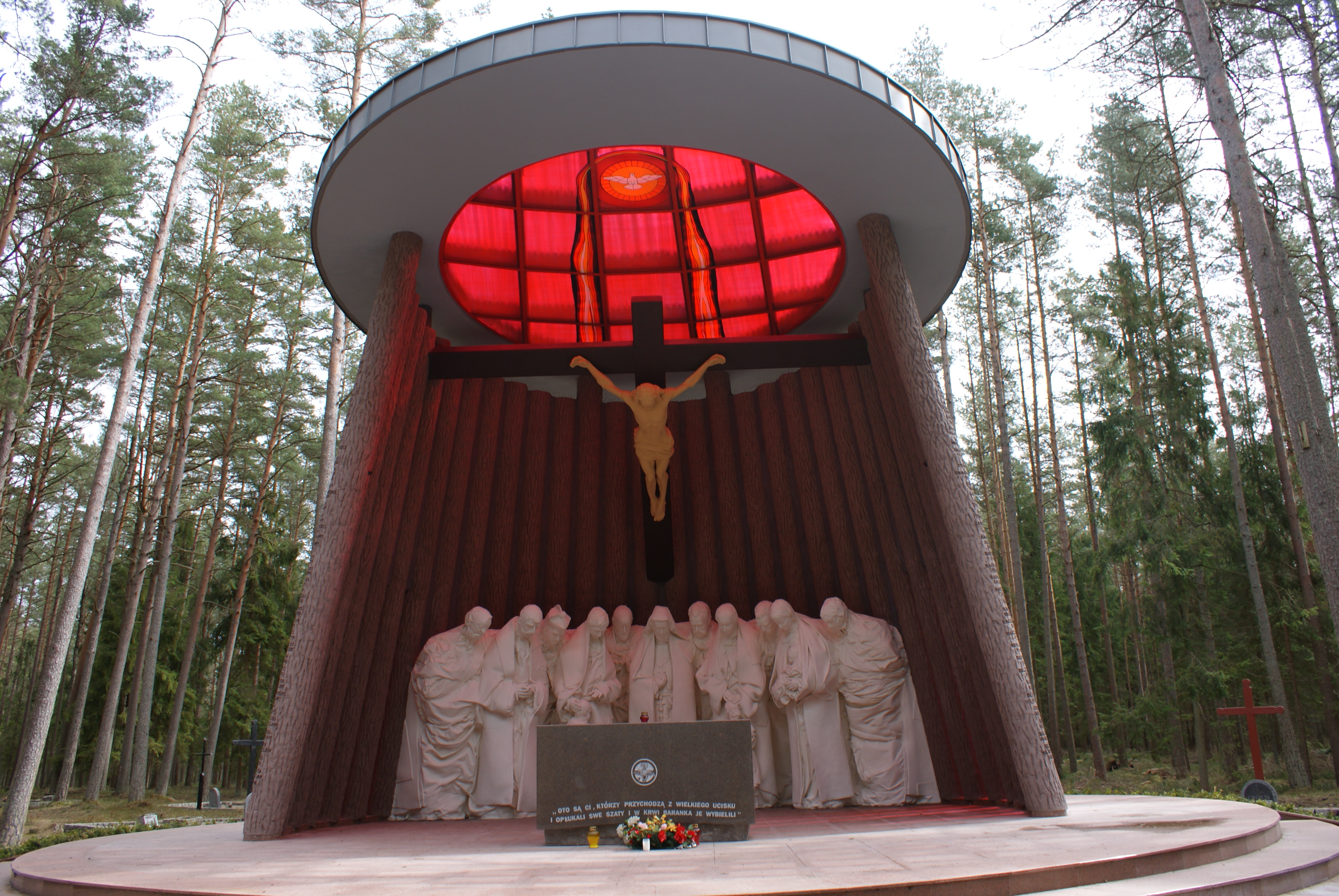
Kaplica–mauzoleum

W latach 1992–1993 na terenie cmentarza – miejsca pamięci został wzniesiony zadaszony ołtarz polowy. Siedemnaście lat później w miejscu tym wzniesiono nową kaplicę–mauzoleum, którą zaprojektował architekt Andrzej Sotkowski. Jej uroczyste odsłonięcie nastąpiło 3 października 2010 roku.
Swym kształtem kaplica przypomina stos całopalny. Konstrukcję podtrzymują słupy, których wygląd ma budzić skojarzenie z pniami ułożonymi w stos. Zostały na nich wytłoczone nazwiska zidentyfikowanych ofiar. Umieszczono na nich także sześć mosiężnych tablic z wyrytymi fragmentami książki autorstwa Barbary Bojarskiej, badaczki zbrodni piaśnickiej.
W środku kaplicy znajduje się grupa dwunastu rzeźb autorstwa Tomasza Sobisza. Symbolizują one różne kategorie ofiar zamordowanych w lasach piaśnickich. Nad ołtarzem góruje natomiast figura Chrystusa Ukrzyżowanego dłuta Marcina Plichty.

### Inne obiekty

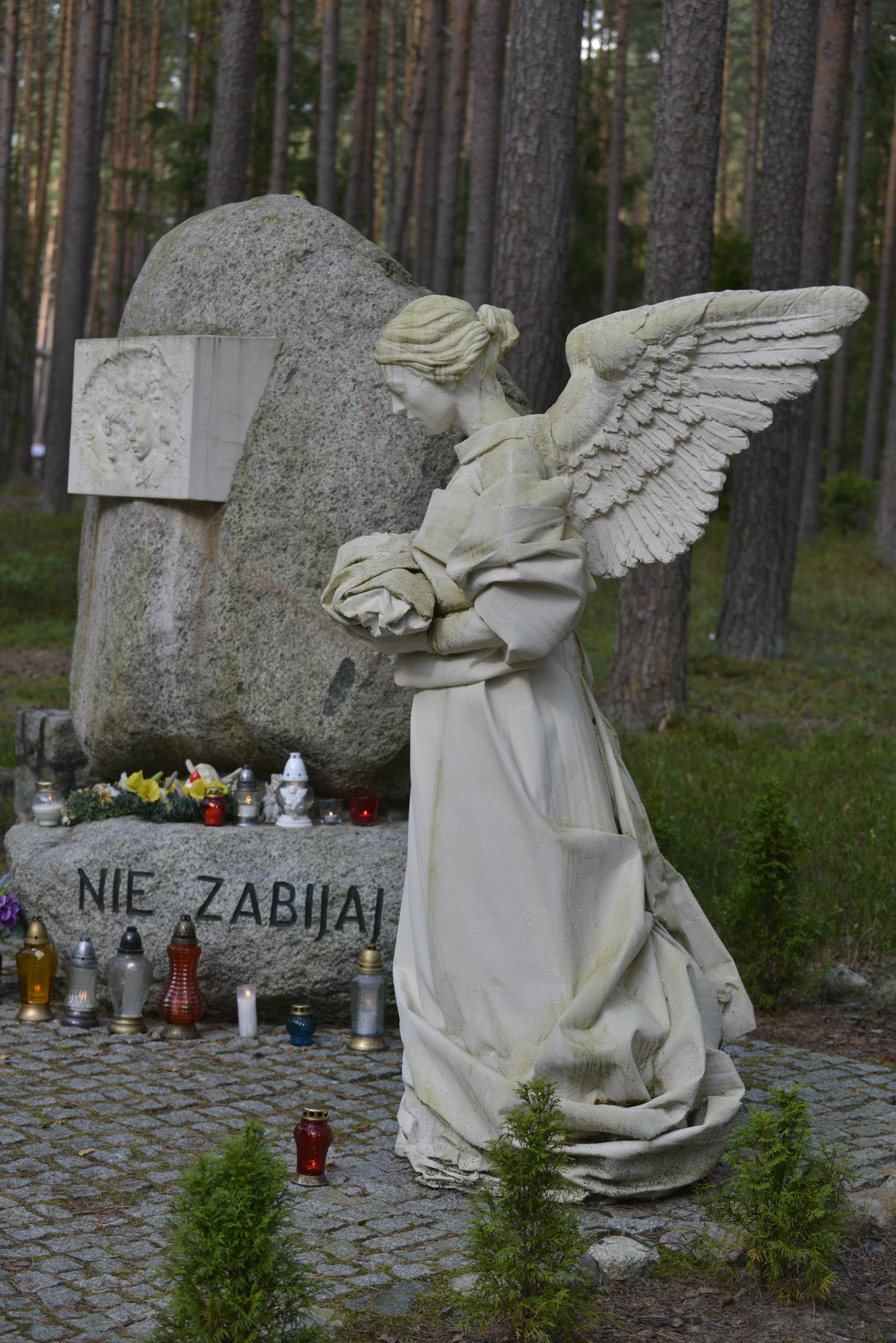
Pomnik zamordowanych dzieci

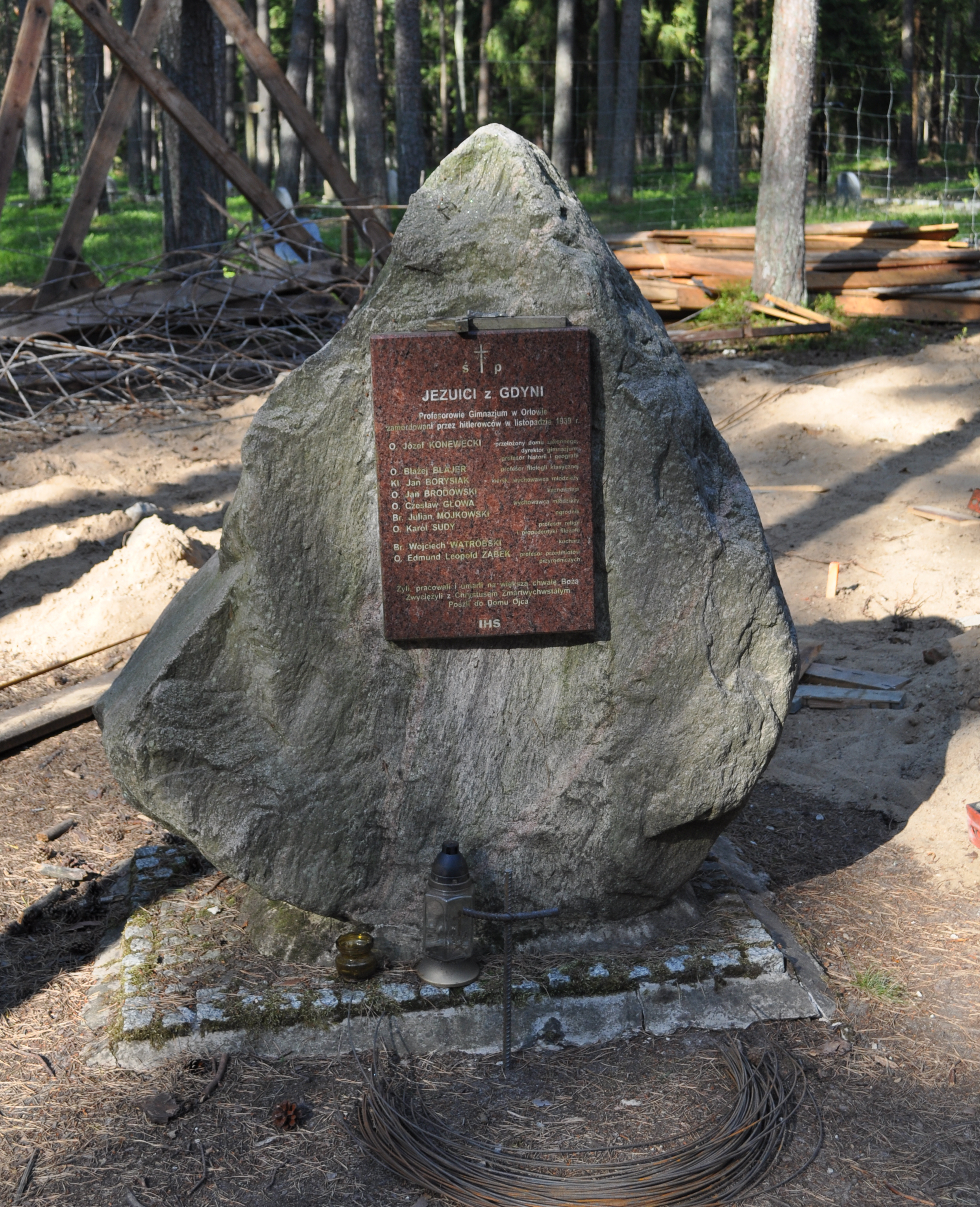
Pomnik upamiętniający jezuitów z Gdyni

Spośród innych obiektów znajdujących się na terenie cmentarza – miejsca pamięci wymienić można:
- pomnik leśników zamordowanych w Piaśnicy, stanowiący połączenie zwyrodniałej formy pnia (odnalezionego w lasach koło Rekowa), krzyża i tablicy pamiątkowej. Został postawiony w latach 80.; ostateczny kształt nadał mu Kazimierz Rohda[37].
- pomnik zamordowanych dzieci, na który składają się głaz wykopany w lasach piaśnickich oraz rzeźby dłuta Tomasza Sobisza, przedstawiające anioła i pustą kołyskę. Został odsłonięty w 1993 roku[38].
- pomnik w formie głazu z tablicą pamiątkową, upamiętniający dziewięciu jezuitów, nauczycieli i pracowników gimnazjum w Orłowie w Gdyni, zamordowanych przez Niemców w Piaśnicy. Został odsłonięty w 1999 roku[39].
- pomnik upamiętniający Leona Najmana Mirzę-Kryczyńskiego, polskiego Tatara, wiceprezesa sądu okręgowego w Gdyni, zamordowanego przez Niemców w Piaśnicy. Został odsłonięty w 2016 roku[40].
- rzeźbę Chrystusa Frasobliwego dłuta Andrzeja Arendta, upamiętniającą Władysława Kiedrowskiego, sędziego sądu okręgowego w Gdyni zamordowanego przez Niemców w Piaśnicy[41].